# Il furto della Gioconda
Il furto della Gioconda è una miniserie televisiva in 3 puntate, trasmessa in prima visione dalla Rai nel 1978 per la regia di Renato Castellani, basata sul fatto vero del furto della Gioconda, avvenuto al museo del Louvre ad opera di Vincenzo Peruggia nel 1911.

## Trama

### Prima puntata

Renzo Palmer interpreta il commissario Lèpine

Il 21 agosto 1911 il commissario Lépine giunge al museo del Louvre e viene informato della sparizione della Gioconda dal pittore Louis Béroud e dal capo dei custodi del museo Poupardin; ricostruendo lo scenario del furto apprende da Bakouchine, il custode preposto al Salon Carré, la sala dove era esposto il dipinto, che questo deve essere avvenuto tra le 07.00 e le 07.30, ora nella quale egli si è allontanato per pochi minuti per fumare una sigaretta in uno dei bagni. Durante le prime ricerche viene ritrovata la cornice vuota ma, nonostante il museo ed i suoi sotterranei vengano accuratamente setacciati, non c'è nessuna traccia del quadro.
La stampa, nonostante le raccomandazioni del commissario al mantenimento del segreto, viene a conoscenza del furto e Guillaume Apollinaire, dalle pagine de L'Intransigeant, esprime pesanti critiche sia nei confronti della polizia francese che della scarsa sorveglianza all'interno del museo, facendo diventare il furto della Gioconda un caso nazionale. Il capo della polizia incarica Lèpine di informarsi su Apollinaire, scoprendo che questi è solito intrattenere riunioni insieme ad altri artisti, tra i quali Pablo Picasso, ma contemporaneamente al Louvre viene commesso un altro furto, quello di una piccola testa fenicia, del quale un certo Géry-Pieret, sulle pagine del quotidiano Paris-Journal, si autoaccusa.
Chichet, caporedattore del Paris-Journal, viene convocato dal capo della polizia ed egli racconta che Géry-Pieret si è recato da lui con il reperto trafugato, vendendogli la notizia del furto e la sua descrizione, e che questo è stato immediatamente restituito al museo, mentre Lépine scopre che Géry-Pieret è stato in passato segretario di un certo Kostrowicky, vero nome di Guillaume Apollinaire. Immediatamente viene firmato un mandato di perquisizione per la casa di Apollinaire ma Lèpine non trova traccia della Gioconda e nemmeno di altri piccoli reperti, due statuette ed una maschera, che Géry-Pieret aveva rubato al Louvre e regalato rispettivamente ad Apollinaire ed a Picasso. Marie Laurencin, compagna di Apollinaire, si reca a casa dell'artista spagnolo per avvertirlo e dopo poco giunge lo stesso Apollinaire con le due statuette ma nessuno dei due sa dove sia finito Géry-Pieret dopo essere partito da Parigi ed allora decidono di gettare i tre reperti nella Senna.

### Seconda puntata

Michele Mirabella e Bruno Cirino interpretano Guillaume Apollinaire e Pablo Picasso

Maurice de Vlaminck giunge a casa di Picasso con due amici, mentre Fernanda Olivier e Marie sono ancora in attesa del ritorno dei due, e le informa che Géry-Pieret ha fatto pubblicare una lettera sui giornali nella quale si autoaccusa anche del furto della Gioconda ma, dopo che questi sono usciti, entrambe commentano che Géry-Pieret non può essere l'autore del furto e che tale lettera è solo frutto di vanità. Picasso, rientrato solo il mattino dopo a casa, racconta che Apollinaire è stato arrestato da Lépine dopo che entrambi avevano girovagato nella notte alla ricerca di un posto isolato per sbarazzarsi dei reperti ma che successivamente, presi dal rimorso di distruggere delle opere d'arte, avevano deciso di lasciarle di fronte alla Cattedrale di Notre-Dame, affinché fossero riconsegnate al Louvre.
Fernanda gli consiglia di allontanarsi da Parigi ma, appena uscito di casa, viene fermato da un agente, mentre Lépine riferisce al capo della polizia dell'arresto di Apollinaire e che, durante l'interrogatorio, questi ha fatto il nome di Picasso come l'uomo che si trovava in sua compagnia. Dopo un ulteriore supplemento di interrogatorio Picasso viene rilasciato mentre Apollinaire viene trattenuto ma il mondo della cultura si mobilita e sui giornali viene pubblicata una petizione per chiederne il rilascio, cosa che, su pressione del prefetto di Parigi, avviene rapidamente.
Le indagini proseguono e Leprieur, nuovo responsabile del Louvre, consegna a Lépine una lista di persone che hanno lavorato al museo il giorno del furto ed il commissario inizia ad esaminarle una ad una; giunti a casa di Vincenzo Peruggia, un imbianchino italiano, egli lo interroga sui suoi movimenti il giorno del furto ma il giovane, pur fornendo informazioni vaghe, non sembra sollevare sospetti.

### Terza puntata

Enzo Cerusico interpreta Vincenzo Peruggia

Due anni dopo, l'11 dicembre 1913, la Gioconda viene ritrovata a Firenze ed il Ministro della Pubblica Istruzione Luigi Credaro ne viene immediatamente informato dal professor Corrado Ricci e dal prefetto del capoluogo toscano ed il quadro è stato portato al museo degli Uffizi da Vincenzo Peruggia, desideroso di incassare un premio per il ritrovamento, ma che invece viene immediatamente arrestato.
Il professor Alfredo Geri, l'antiquario presso il quale si è recato Peruggia per portare insieme la Gioconda al museo, riferisce ad Allegri, un giornalista de La Nazione, che due settimane prima, dopo avere messo un annuncio sul Corriere della Sera per comprare oggetti d'arte per un'asta che intendeva organizzare, era stato contattato per lettera da un sedicente "Leonardo V.", il quale sosteneva di essere in possesso della Gioconda ma di essere disposto a venderla solo ad un museo di Roma o di Firenze, affinché il Regno d'Italia si prendesse una rivincita sul Primo Impero francese. Geri ne aveva informato il professor Poggi, direttore degli Uffizi, il quale gli aveva suggerito di rispondere mostrandosi interessato ad un eventuale acquisto, a condizione che il quadro fosse portato a Firenze.
Geri prosegue il racconto, descrivendo l'incontro con Peruggia, nel quale egli aveva ribadito di essere disposto a consegnargli la Gioconda, a condizione che questa non venisse più restituita alla Francia e di ricevere un premio in denaro per la restituzione, confessandogli di essere stato lui a trafugare il dipinto, e di volere trattare la consegna solo con lui e con il professor Poggi. I due la mattina dopo si erano recati all'albergo dove si trovava Peruggia e che il luogo, su richiesta di Poggi, era piantonato dalla polizia, e, dopo che il quadro era stato consegnato e ne era stata riscontrata l'autenticità, Peruggia era stato trattenuto dal prefetto, che gli aveva notificato le accuse alle quali avrebbe dovuto rispondere.
Nei giorni successivi l'ambasciatore francese riceve, non senza polemiche da parte dell'opinione pubblica italiana, l'assicurazione da parte del Governo italiano che la Gioconda sarà restituita alla Francia, dopo essere stata esposta alcuni giorni a Firenze, Roma e Milano, mentre, presso il tribunale di Firenze, inizia il processo a carico di Vincenzo Peruggia, il quale descrive le modalità e ribadisce le motivazioni del furto, venendo condannato - grazie a una perizia del prof. Paolo Amaldi - a una mite pena detentiva di un anno e quindici giorni di reclusione. Una volta uscito di prigione, si trasferirà in un piccolo paese dell'Alta Savoia, passandovi la vita a raccontare la sua impresa.